# Wanjiku Muhia
Wanjiku Muhia é uma política queniana. Ex-deputada, foi eleita membro da Assembleia Legislativa da África Oriental (ELEA) em 2017.

## Biografia
Wanjiku Muhia é a ex-representante feminina de Nyandarua. Ela foi eleita deputada pelo Partido Jubileu nas eleições gerais do Quénia em 2013, com 158.486 votos (66,7% de todos os votos expressos).
Em 2017, houve uma disputa sobre a renomeação de Wanjiku como representante das mulheres do Partido Jubileu em Nyandarua. Faith Wairimu Gitau inicialmente recebeu o certificado, ganhando 29.589 votos contra 7.946 de Wanjiku. No entanto, Wanjiku alegou que houve irregularidades no procedimento, de modo que a nomeação de Wairimu não foi livre e justa. Um tribunal decidiu em favor de Wanjiku e deu a ela o certificado. Uma pessoa foi morta a tiro e outra ficou ferida durante os protestos de 13 de maio contra a decisão do tribunal. O Supremo Tribunal anulou a decisão do tribunal e devolveu o certificado a Wairimu.
Em dezembro de 2017, o Partido do Jubileu nomeou Wanjiku para a Assembleia Legislativa da África Oriental. Ela garantiu o seu lugar na ELEA com 180 votos.